# 松平信孝 (小島藩主)
松平 信孝（まつだいら のぶなり）は、江戸時代前期の大名。駿河国小島藩初代藩主。滝脇松平家8代。官位は従五位下・但馬守、安房守。石高は初め6000石、後に1万石。江戸幕府の小姓組番頭・御側衆・書院番頭・若年寄を務める。

## 生涯
明暦元年（1655年）、丹波国篠山藩2代藩主・松平典信の庶長子として誕生した。
寛文11年（1671年）、駿府城代であった大叔父松平重信の養子となり、延宝元年（1673年）の養父の死去により家督を継いだ。
その後、小姓組番頭・御側衆・書院番頭・若年寄と栄進する。天和3年（1683年）の武鑑では「松平但馬守」が小姓組7番組番頭として記載されているのが見える。部下にあたる小頭は仙石久尚（仙石丹波守）（1000石）。屋敷は飯田町の上。
加増も受けて元禄2年（1689年）には合計1万石の大名となって諸侯に列したことから、小島藩主となった。しかし翌元禄3年（1690年）10月17日に死去した。享年36。跡を甥で養子の信治が継いだ。

## 人物
有能な人物であり、史書においても「領内に善政を布き、領民を思いやる、そして文武両道の名君であった。しかし若くして病死したことが惜しまれる」と評されている。

## 系譜
父母
- 松平典信（実父）
- 松平重信（養父）

正室
- 松平乗政の娘

養子、養女
- 松平信治 ー 戸田重恒の次男
- 竹中重栄室